# K-1 World Grand Prix 2007 Final
La K-1 World Grand Prix 2007 Final fue una competición de K-1 (artes marciales) celebrada el sábado 8 de diciembre de 2007 en el Yokohama Arena en Yokohama, Japón. Fue la 15.ª edición de la K-1 World Grand Prix y culminó un año de torneos eliminatorios regionales. Los combates siguieron el clásico formato de reglas del K-1, tres asaltos de tres minutos cada uno con posibilidad de un asalto suplementario.
La clasificación para los ocho finalistas se realizó en la K-1 World GP 2007 en Seúl Final 16 que se celebró el 28 de octubre de 2007 en Seúl, Corea del Sur.

## Resultados
El torneo fue ganado por Semmy Schilt de los Países Bajos siendo el primer luchador en la historia en ganar el campeonato tres veces consecutivas. En los últimos seis años el campeón del torneo siempre ha sido un luchador de los Países Bajos y en las 15 ediciones de historia han sido en 12 ocasiones los luchadores de este país los campeones.
Combates iniciales
- Mitsugu Noda der.  Noel Cadet

Noda derrota a Cadet en el minuto 1'13" del segundo asalto por TKO.
- Jan Nortje der.  Dong-wook Kim

Nortje derrota a Kim en el 0'11" del segundo asalto por TKO.
- Takashi Tashikawa vs.  Ki-min Kim

Tashikawa derrota a Kim en el 1'21" del primer asalto por KO.
Combate reserva
- Paul Slowinski der.  Mighty Mo

Slowinski derrota a Mo en el 0'50" del segundo asalto por TKO.
Cuartos de final
- Jérôme Le Banner der.  Hong-man Choi

Le Banner derrota a Choi por decisión unánime en tres asaltos, 3-0 (30-29, 30-28, 30-29}.
- Semmy Schilt der.  Glaube Feitosa

Schilt derrota a Feitosa por decisión unánime en tres asaltos, 3-0 (30-27, 30-28, 30-27).
- Remy Bonjasky der.  Badr Hari

Bonjasky derrota a Hari por decisión mayoritaria en tres asaltos, 2-0 (30-29, 29-29, 30-29). 
- Peter Aerts der.  Junichi Sawayashiki

Aerts derrota a Sawayashiki en el 1'29" del primer asalto por KO. 
Semifinal
- Semmy Schilt der.  Jérôme Le Banner

Shilt derrota a Le Banner en el 1'02" del segundo asalto tras para la esquina el combate, TKO.
- Peter Aerts der.  Remy Bonjasky

Aerts derrota a Bonjaski por decisión unánime en tres asaltos, 3-0 (30-29, 30-27, 30-28).
Super Combate
- Musashi der.  David Dancrade

Musashi derrota a Dancrade en el 2'59" del primer asalto por KO.
Final
- Semmy Schilt der.  Peter Aerts

Shilt derrota a Aerts en el 1'49" del primer asalto por TKO.

## K-1 World Grand Prix 2007
|  | Cuartos de final    | Cuartos de final | Cuartos de final |               |     | Semifinal | Semifinal    | Semifinal    |     |  | Final | Final | Final |  |
|  |                     |                  |                  |               |     |           |              |              |     |  |       |       |       |  |
|  |                     |                  |                  |               |     |           |              |              |     |  |       |       |       |  |
|  | Jérôme Le Banner    | Jérôme Le Banner | DEC              |               |     |           |              |              |     |  |       |       |       |  |
|  | Jérôme Le Banner    | Jérôme Le Banner | DEC              |               |     |           |              |              |     |  |       |       |       |  |
|  | Hong-man Choi       |                  |                  |               |     |           |              |              |     |  |       |       |       |  |
|  |                     | Jérôme Le Banner |                  |               |     |           |              |              |     |  |       |       |       |  |
|  |                     |                  |                  |               |     |           |              |              |     |  |       |       |       |  |
|  |                     |                  | Semmy Schilt     | Semmy Schilt  | TKO |           |              |              |     |  |       |       |       |  |
|  | Semmy Schilt        | Semmy Schilt     | Semmy Schilt     | Semmy Schilt  | TKO | DEC       |              |              |     |  |       |       |       |  |
|  | Semmy Schilt        | Semmy Schilt     |                  |               |     |           |              |              |     |  |       |       |       |  |
|  | Glaube Feitosa      |                  |                  |               |     |           |              |              |     |  |       |       |       |  |
|  |                     |                  |                  |               |     |           | Semmy Schilt | Semmy Schilt | TKO |  |       |       |       |  |
|  |                     |                  |                  |               |     |           |              |              | TKO |  |       |       |       |  |
|  |                     |                  | Peter Aerts      |               |     |           |              |              |     |  |       |       |       |  |
|  | Badr Hari           |                  |                  |               |     |           |              |              |     |  |       |       |       |  |
|  |                     |                  |                  |               |     |           |              |              |     |  |       |       |       |  |
|  | Remy Bonjasky       | Remy Bonjasky    | DEC              |               |     |           |              |              |     |  |       |       |       |  |
|  | Remy Bonjasky       | Remy Bonjasky    | DEC              | Remy Bonjasky |     |           |              |              |     |  |       |       |       |  |
|  |                     |                  |                  |               |     |           |              |              |     |  |       |       |       |  |
|  |                     |                  | Peter Aerts      | Peter Aerts   | DEC |           |              |              |     |  |       |       |       |  |
|  | Peter Aerts         | Peter Aerts      | Peter Aerts      | Peter Aerts   | DEC | KO        |              |              |     |  |       |       |       |  |
|  | Peter Aerts         | Peter Aerts      |                  |               |     |           |              |              |     |  |       |       |       |  |
|  | Junichi Sawayashiki |                  |                  |               |     |           |              |              |     |  |       |       |       |  |
|  |                     |                  |                  |               |     |           |              |              |     |  |       |       |       |  |
|  |                     |                  |                  |               |     |           |              |              |     |  |       |       |       |  |